# Fenton (Staffordshire)
Pour les articles homonymes, voir Fenton.
Fenton est une ville du Staffordshire, constituée de la fusion des anciennes localités de Hanley, Tunstall, Burslem, Longton et Stoke-upon-Trent en 1910. Elle a obtenu le statut de city en 1925.
Sa population était de 12 070 habitants en 2011.